# Silometopus sachalinensis
Silometopus sachalinensis är en spindelart som först beskrevs av Kirill Yeskov och Yuri M. Marusik 1994.  Silometopus sachalinensis ingår i släktet Silometopus, och familjen täckvävarspindlar. Inga underarter finns listade.